# Диу (Алье)
Диу́ (фр. Diou) — коммуна во Франции, находится в регионе Овернь. Департамент коммуны — Алье. Входит в состав кантона Домпьер-сюр-Бебр. Округ коммуны — Мулен.
Код INSEE коммуны — 03100.

## Население
Население коммуны на 2008 год составляло 1510 человек.
| 1962 | 1968 | 1975 | 1982 | 1990 | 1999 | 2008 |
| ---- | ---- | ---- | ---- | ---- | ---- | ---- |
| 1515 | 1602 | 1649 | 1705 | 1650 | 1553 | 1510 |

## Экономика

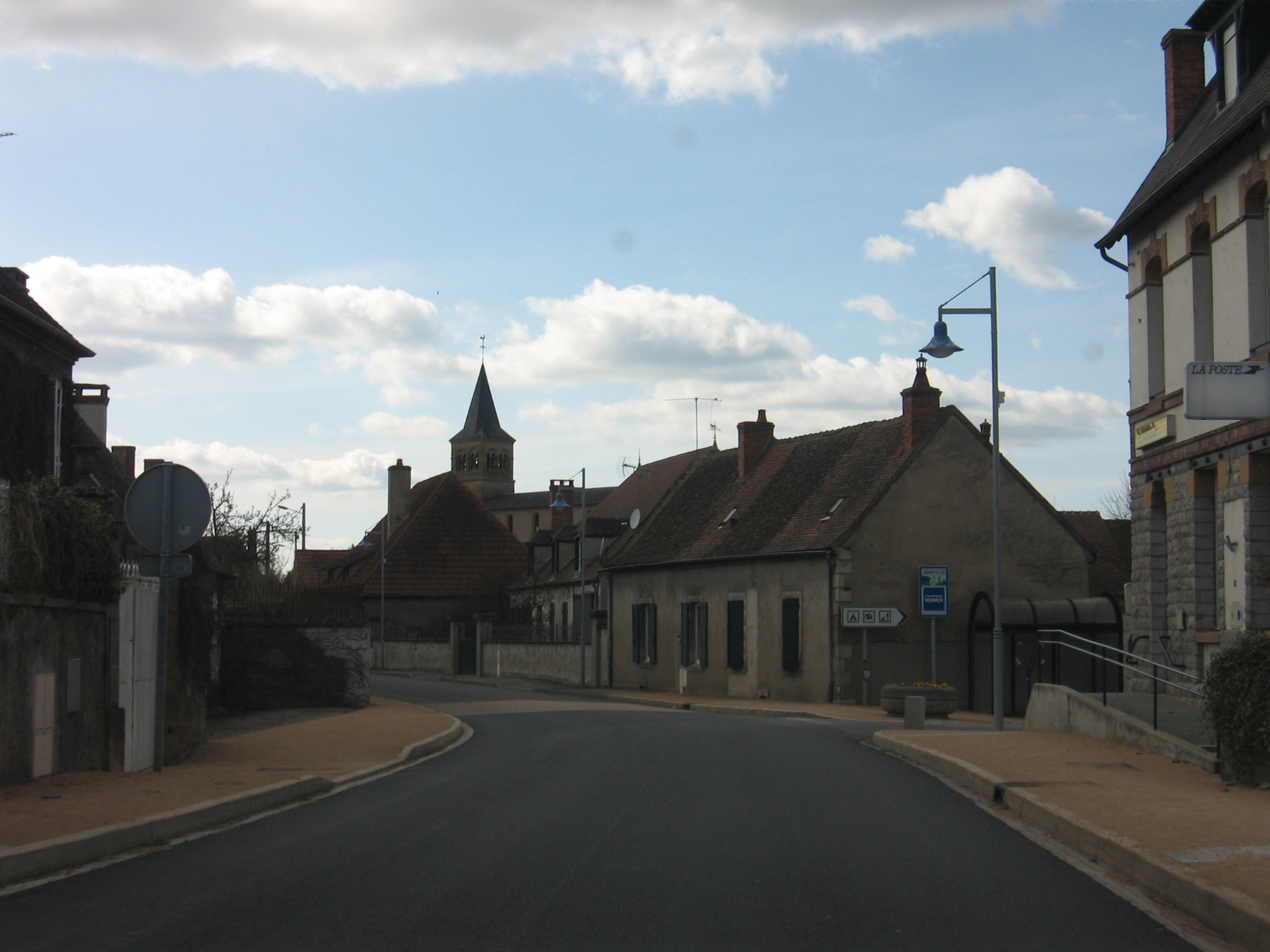
Центральная улица Диу

В 2007 году среди 966 человек в трудоспособном возрасте (15—64 лет) 725 были экономически активными, 241 — неактивными (показатель активности — 75,1 %, в 1999 году было 67,2 %). Из 725 активных работали 653 человека (413 мужчин и 240 женщин), безработных было 72 (18 мужчин и 54 женщины). Среди 241 неактивных 50 человек были учениками или студентами, 67 — пенсионерами, 124 были неактивными по другим причинам.

## Достопримечательности
- Церковь
- Аббатство Сеп-Фон
- Станция Диу